# Nobody's Fool (1994)
Nobody's Fool é um filme norte-americano de 1994, do gênero comédia dramática, dirigido por Robert Benton e estrelado por Paul Newman e Jessica Tandy.

## Sinopse
Apesar de estar na casa dos sessenta anos, Sully parece nunca ter saído da adolescência. Operário de meio período na área da construção civil, sempre fugiu das responsabilidades. Não fala há anos com a ex-esposa, mora na casa de sua professora de infância e seu melhor amigo é Rub, um faz-tudo semirretardado. Além disso, ele tem uma queda por Toby, casada com Carl, seu eventual patrão. Um dia, Sully descobre que tem um insuspeitado sobrinho e, pela primeira vez na vida, começa a pensar em amadurecer ou, pelo menos, conhecer melhor sua família antes que seja tarde.

## Principais premiações
| Patrocinador                                            | Prêmio        | Categoria                                         | Situação  |
| ------------------------------------------------------- | ------------- | ------------------------------------------------- | --------- |
| Academia de Artes e Ciências Cinematográficas           | Oscar         | Melhor Ator (Paul Newman) Melhor Roteiro Adaptado | Indicado  |
| Associação de Correspondentes Estrangeiros de Hollywood | Golden Globe  | Melhor Ator - Filme Dramático (Paul Newman)       | Indicado  |
| National Board of Review                                | NBR           | Dez Melhores Filmes de 1994                       | Escolhido |
| Screen Actors Guild                                     | SAG           | Melhor Ator (Paul Newman)                         | Indicado  |
| New York Film Critics Circle Awards                     | NYFCC         | Melhor Ator (Paul Newman)                         | Vencedor  |
| Festival de Berlim                                      | Urso de Prata | Melhor Ator (Paul Newman)                         | Vencedor  |

## Elenco
| Ator/Atriz             | Personagem         |
| ---------------------- | ------------------ |
| Paul Newman            | Sully              |
| Jessica Tandy          | Senhorita Beryl    |
| Bruce Willis           | Carl Roebuck       |
| Melanie Griffith       | Toby Roebuck       |
| Dylan Walsh            | Peter              |
| Pruitt Taylor Vince    | Rub Squeers        |
| Gene Saks              | Wirf               |
| Josef Sommer           | Clive Peoples, Jr. |
| Philip Seymour Hoffman | Raymer             |
| Philip Bosco           | Juiz Flatt         |
| Catherine Dent         | Charlotte          |
| Alexander Goodwin      | Will               |
| Carl J. Matusovich     | Wacker             |
| Jay Patterson          | Jocko              |
| Jerry Mayer            | Ollie Quinn        |